# U-47 (1938)
U-47 – niemiecki oceaniczny okręt podwodny typu VIIB. Zwodowany w październiku 1938 roku, do służby w Kriegsmarine wszedł w grudniu 1938 roku pod dowództwem Günthera Priena, który jeszcze przed wybuchem II wojny światowej został uznany za najbardziej agresywnego dowódcę U-Bootów.
Wkrótce po wybuchu wojny, kapitänleutnant Prien na ochotnika przeprowadził samotny atak na główną bazę Home Fleet w Scapa Flow. Dzięki zatopieniu tam przestarzałego brytyjskiego pancernika HMS „Royal Oak”, U-47 szybko stał się najbardziej znanym U-Bootem na świecie, zaś jego dowódca bohaterem w Niemczech. Z powodu wadliwej początkowo konstrukcji niemieckich torped nie powiodły się natomiast ataki U-47 na ciężki krążownik HMS „Norfolk” oraz pancernik HMS „Warspite” w trakcie całkowicie nieudanej z tego powodu dla U-Bootów kampanii norweskiej. W początkowym okresie bitwy o Atlantyk, dzięki agresywności i umiejętnościom swojego dowódcy, U-47 stał się jednym z najskuteczniejszych okrętów podwodnych w historii pod względem wielkości zatopionego tonażu. Ogółem uznano mu zatopienie 32 jednostek o łącznym tonażu 202 514 tony. Ochrzczony mianem „byka ze Scapa Flow”, U-47 zaginął na północnym Atlantyku w marcu 1941 roku. Śmierć Günthera Priena wywołała głęboki szok w Niemczech. Utrata w ciągu zaledwie 10 kolejnych dni trzech najskuteczniejszych dotąd niemieckich U-Bootów, U-47, U-100 Joachima Schepkego oraz U-99 Otto Kretschmera, stanowiła cezurę kończącą pasmo sukcesów niemieckich okrętów podwodnych.
U-47 był średniej wielkości okrętem podwodnym przeznaczonym do długotrwałych patroli na wodach Atlantyku i Morza Północnego. Miał 753 tony wyporności na powierzchni oraz 857 ton w zanurzeniu. Zasięg na powierzchni wynosił 6500 mil morskich z prędkością 12 węzłów. Okręt wyposażony w sonar GHG, zdolny był do bezpiecznego zanurzenia się na głębokość 220 metrów. W zanurzeniu mógł pływać z maksymalną prędkością 8 węzłów. Załoga U-47 składała się z 44 oficerów i marynarzy, zaś jego uzbrojenie główne stanowiło 14 torped G7a i G7e wystrzeliwanych z 5 wyrzutni torpedowych.

## Budowa i konstrukcja
U-47 należał do drugiej generacji okrętów serii VII – typu VIIB, został wybudowany w ramach Programu Zastępowania z 1935 roku, w trzeciej serii okrętów (jednostki U-45 do U-48), które miały być oddane do użytku do 1 października 1938 roku. W wyniku rewizji tego programu z lipca 1935 roku, program budowy uległ zmianie i zakładał budowę jednostek U-45 do U-49 w okresie między 1 kwietnia 1937 roku a 1 kwietnia 1939 roku. Ostatecznie stępkę pod jednostkę położono 27 lutego 1937 roku w stoczni Friedrich Krupp Germaniawerft w Kilonii, a zwodowano ją 29 października 1938 roku.
U-47 wypierał 753 tony na powierzchni i 857 w zanurzeniu, przy długości 64,5 metra, szerokości 5,8 metra i zanurzeniu 4,4 metra. Na powierzchni napędzany był dwoma silnikami Diesla o mocy 1160 koni mechanicznych, napęd pod wodą natomiast zapewniały dwa silniki elektryczne o mocy 375 KM każdy. 108 ton paliwa, w które U-47 mógł zostać zaopatrzony, zapewniało mu zasięg na powierzchni wynoszący 6500 mil morskich przy prędkości 12 węzłów, zespół zaś akumulatorów elektrycznych pozwalał na przepłynięcie pod wodą 90 mil przy prędkości 4 węzłów. Maksymalna prędkość okrętu wynosiła 17,2 węzła na powierzchni, pod wodą zaś okręt mógł się poruszać z prędkością nie większą niż 8 węzłów.
Okręt wyposażony był w 4 wewnętrzne wyrzutnie torpedowe kalibru 533 milimetry na dziobie oraz jedną wyrzutnię umieszczoną na rufie. Standardowym wyposażeniem w tym zakresie było 14 torped G7 z zapalnikiem magnetycznym lub kontaktowym, o maksymalnym zasięgu 12 000 metrów. Uzbrojenie okrętu uzupełniało działo kalibru 88 mm SK C/35 oraz działko przeciwlotnicze kalibru 20 mm.
Podstawowymi sensorami U-47 był sonar Gruppenhorchgerät (GHG) oraz dwa stalowe peryskopy, umieszczone w przechodzącej pionowo przez kiosk studzience. Niewielki kiosk o wysokości nieco ponad 2 metrów mieścił także wyposażenie niezbędne do wystrzeliwania torped, w tym przede wszystkim analogowy komputer torpedowy, urządzenie odwzorowujące wskazania żyrokompasu oraz peryskop bojowy.

## Działalność operacyjna

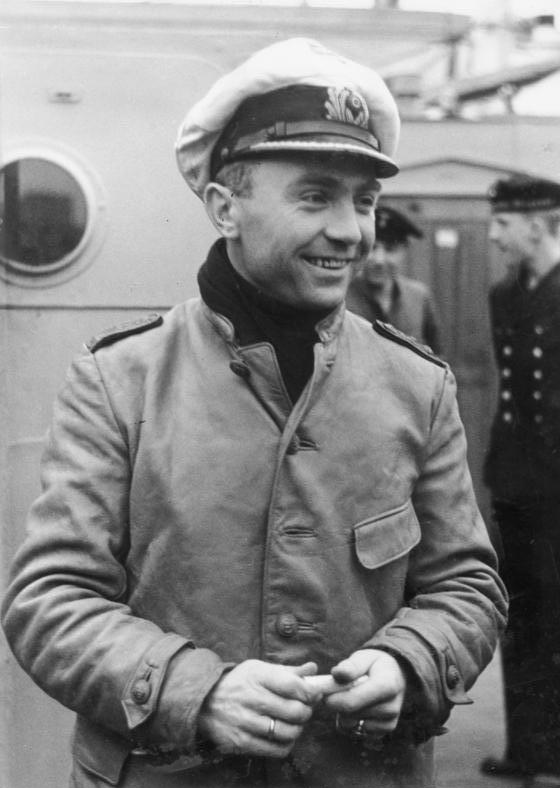
Kapitänleutnant Günther Prien w roku 1940

### Günther Prien
W październiku 1935 roku Günther Prien trafił do Kriegsmarine, a następnie ze służby na niemieckich statkach handlowych, do jej floty podwodnej, z powodu Wielkiego Kryzysu zajmując się w międzyczasie także pracami dorywczymi na lądzie. Po treningu na okrętach podwodnych typów IA, IIA i IIB, dzięki przymiotom sprawnego oficera o mocno nazistowskich poglądach, 1 stycznia 1937 roku awansował do stopnia Oberleutnant zur See, a 17 grudnia 1938 roku objął dowództwo najnowszego okrętu podwodnego Kriegsmarine U-47.

### Okres przedwojenny
Niewiele wiadomo o przedwojennej działalności operacyjnej U-47. Na początku 1939 roku okręt prowadził rutynowe ćwiczenia na Bałtyku pod dowództwem nowo awansowanego Kapitänleutnanta Günthera Priena. W maju i czerwcu tego roku okręt wziął udział w przeprowadzonej w Zatoce Biskajskiej grze wojennej służącej testowaniu taktyki i metod zwalczania konwojów. Ćwiczeniami dowodził były dowódca Priena z U-26, Korvettenkapitän Werner Hartmann. Podczas tych ćwiczeń Prien pokazał się jako najbardziej agresywny z wszystkich dowódców U-Bootów, osiągnął też najlepsze rezultaty. W lipcu 1939 roku U-47 uczestniczył w ćwiczeniach strzelania torpedowego na Bałtyku.

### Działania wojenne

#### Pierwszy patrol
U-47 wypłynął na swój pierwszy wojenny patrol jeszcze przed rozpoczęciem działań wojennych, 19 sierpnia 1939 roku. Dotrwał do rozpoczęcia wojny oczekując na południowo-zachodnich podejściach do Wielkiej Brytanii. 5 września podczas patrolu na obszarze Zatoki Biskajskiej napotkał mały frachtowiec SS „Bosnia”, o wyporności 2407 ton, z ładunkiem siarki. Okręt oddał z powierzchni strzał artyleryjski w dziób brytyjskiej jednostki. Statek podjął próbę ucieczki, sygnalizując jednocześnie przez radio atak nieprzyjacielskiego okrętu podwodnego. Próba ucieczki wywołała atak niemieckiego okrętu kolejnymi pociskami, z których trzy były celne. Załoga statku w panice opuściła statek, została wyłowiona z wody przez U-47, a następnie przekazana na pokład nadpływającego statku norweskiego, który został zatrzymany przez Priena. Po zapewnieniu załodze bezpieczeństwa na pokładzie norweskiego statku, U-47 jedną torpedą zatopił płonący frachtowiec. SS „Bosnia” była pierwsza jednostką zatopioną przez niemieckie U-Booty w zgodzie z artykułem 22 traktatu londyńskiego z 1930 roku. Już następnego dnia, 6 września, podobny los spotkał frachtowiec SS „Rio Claro” o wyporności 4086 ton. W tym przypadku jednak pojawienie się w pobliżu samolotu (prawdopodobnie na skutek wcześniejszego wezwania radiowego, co stanowiło akt wrogości), przesądziło o losie załogi, która została przez niemiecki okręt pozostawiona sama sobie na łodziach ratunkowych, chociaż Niemcy uprzednio upewnili się, że rozbitkowie dysponują dostateczną ilością wody i żywności.
Wczesnym popołudniem następnego dnia, 7 września, U-47 napotkał kolejny frachtowiec SS „Gartavon”, o wyporności 1777 ton, zmierzający z ładunkiem rudy żelaza. Podobnie jak poprzednie dwie brytyjskie jednostki, także „Gartavon” nadał radiowy meldunek SSS oznaczający atak okrętu podwodnego i podjął próbę ucieczki. Oddany przez niemiecki okręt szczęśliwy strzał artyleryjski złamał jednak maszt radiowy. Załoga statku rozpoczęła opuszczać w pośpiechu jednostkę, jednak zablokowany przez załogę ster statku skierował go wprost na znajdującego się na powierzchni U-Boota. Dzięki alarmowym manewrom Priena, niemiecki okręt zdołał uniknąć staranowania przez opuszczony statek, po czym podpłynął do zatłoczonej jedynej łodzi ratunkowej. Mimo próby oszukania go przez brytyjską załogę, kapitan Prien zaproponował dowódcy statku powrót na opuszczoną jednostkę w celu zwolnienia kolejnej łodzi ratunkowej. Wobec odmowy Brytyjczyka, dowódca U-Boota postanowił zatopić frachtowiec pojedynczą torpedą. Wystrzelony pocisk uległ jednak awarii, wobec czego Prien zatopił statek ogniem artyleryjskim. Trzeci podczas tego rejsu atak Priena zakończył pierwszy wojenny patrol U-47, który na wezwanie admirała Karla Dönitza 15 września 1939 roku wpłynął do bazy w Kilonii.

#### Atak na Scapa Flow

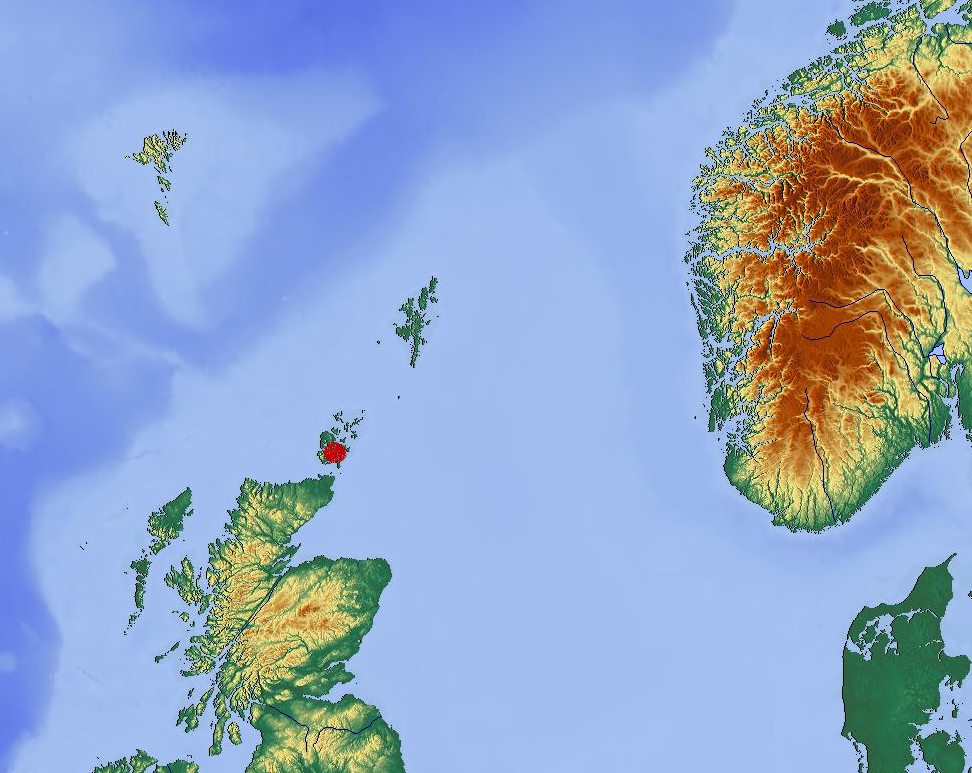
Scapa Flow na mapie północnej Szkocji i Morza Północnego

Od samego początku działań wojennych, admirał Dönitz rozważał atak na główną bazę floty brytyjskiej w Scapa Flow na Orkadach na północy Szkocji. Po opracowaniu planu ataku przez sztab Dönitza, dowódca U-Bootwaffe złożył propozycję przeprowadzenia ataku Güntherowi Prienowi. Dowódca U-47 przyjął wyzwanie i 8 października 1939 roku okręt wypłynął z Kilonii na Morze Północne. Plan ataku oparty był na wykrytym, dzięki rozpoznaniu wywiadowczemu i lotniczemu, słabym punkcie obrony w podejściach do bazy. Realizując plany sztabowe, U-47 zdołał wpłynąć na powierzchni do bazy, gdzie dowódca niemieckiego okrętu odnalazł pancerniki HMS „Royal Oak” oraz – jak sądził – HMS „Repulse”. Drugi z nich był w rzeczywistości transportowcem wodnosamolotów HMS „Pegasus”. Z 4 wystrzelonych początkowo torped – po dwie do każdej z jednostek – jedna trafiła w „Royal Oak”, nie wzbudziła jednak większego alarmu na pokładzie okrętu. Dzięki trzem kolejnym, stary brytyjski pancernik obrócił się do góry stępką i zatonął, pociągając za sobą śmierć 833 członków załogi. U-47 tymczasem bezpiecznie wycofał się na pełne morze i 17 października triumfalnie wpłynął do bazy Wilhelmshaven w Niemczech. Oczekujący na nabrzeżu admirałowie Erich Raeder i Karl Dönitz odznaczyli Priena Krzyżem Żelaznym Pierwszej Klasy, a resztę załogi Krzyżami Żelaznymi Drugiej Klasy. Adolf Hitler wysłał do Wilhelmshaven swój osobisty samolot, który zabrał załogę U-47 do Berlina, gdzie zorganizowano wielodniową fetę na jej cześć, a Prien został odznaczony kolejnym wyróżnieniem – Krzyżem Rycerskim Krzyża Żelaznego. Sukces U-47 wzmocnił U-Bootwaffe, choć nie przyniósł szybkiego zwiększenia tempa budowy U-Bootów w Niemczech. Udowodnił jednak, że relatywnie tani pojedynczy okręt podwodny, obsługiwany przez 44 ludzi, może zatopić pancernik z załogą 1200 ludzi.

#### Atak na HMS „Norfolk”
Rutynowe operacje atlantyckie U-Bootów zostały w listopadzie 1939 roku zakłócone przez operację specjalną, związaną z operacjami atlantyckimi niemieckich okrętów liniowych „Deutschland”, „Gneisenau” i „Scharnhorst”. Pierwszy z nich – „pancernik kieszonkowy” „Deutschland”, z miernymi rezultatami operował na północnym Atlantyku, gdy awaria silników zmusiła go do przerwania operacji i powrotu do Niemiec. W tym samym czasie w drogę na Atlantyk udać się miały „Scharnhorst” i „Gneisenau”, przy czym niemieckie dowództwo floty (OKM) zakładało, że ruchy trzech niemieckich jednostek mogą sprowokować podjęcie przeciw nim operacji przez brytyjskie okręty liniowe. W rezultacie OKM postanowiło przygotować na Morzu Północnym zasadzkę na brytyjskie pancerniki. Wykorzystane do tego celu miały być wszystkie dostępne niemieckie podwodne okręty oceaniczne i przybrzeżne oraz wskazania niemieckiego nasłuchu radiowego B-Dienst. Trzon pułapki tworzyć miały cztery jednostki oceaniczne: U-47 pod dowództwem Priena, U-48 Herberta Schultzego, U-31 Johannesa Habekosta oraz U-35 pod dowództwem Wernera Lotta. B-Dienst dostarczyła OKM dokładne informacje o ruchach brytyjskich jednostek, jednak złe warunki atmosferyczne na morzu zakłóciły działalność zarówno brytyjskich, jak i niemieckich okrętów liniowych.

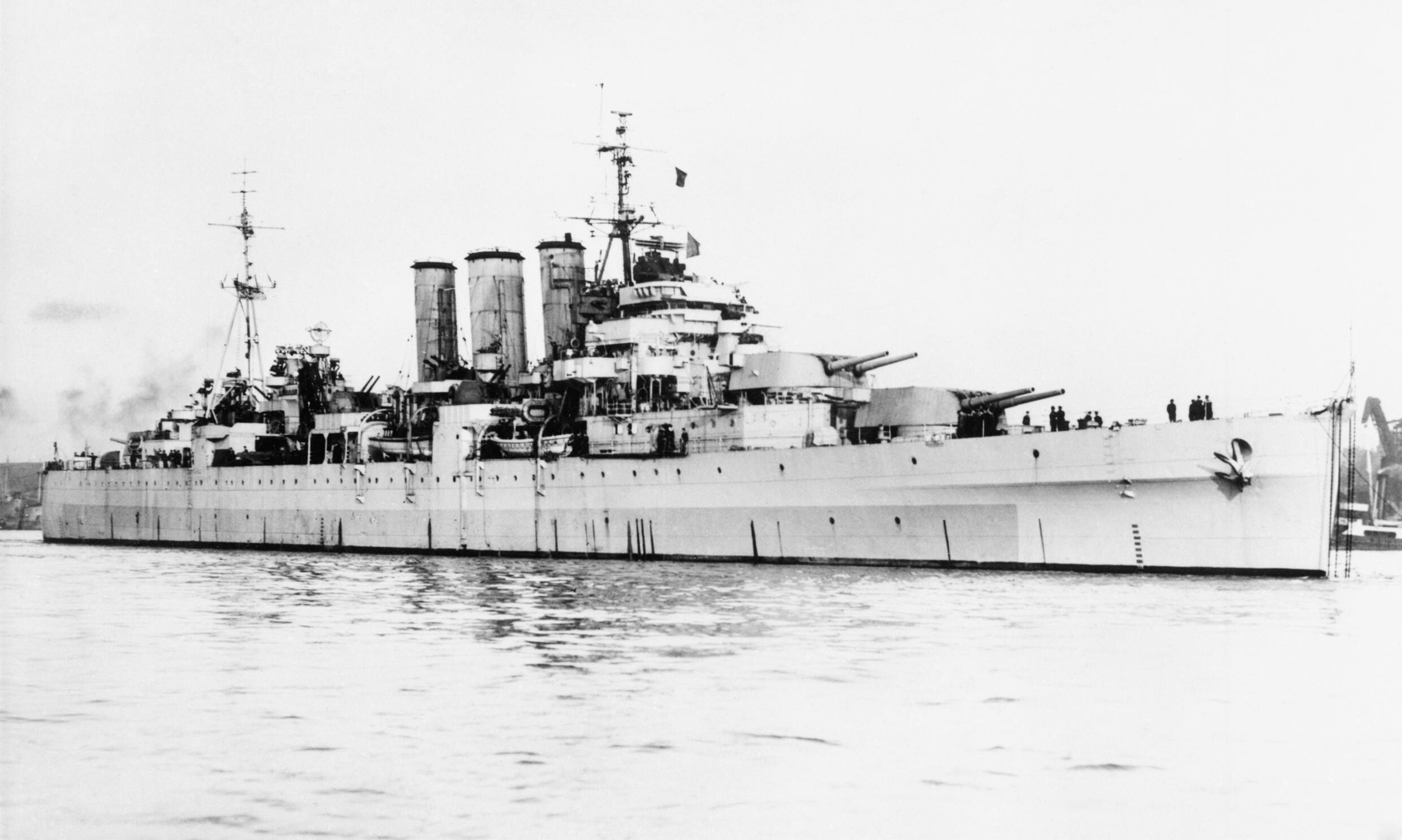
HMS „Norfolk”

28 listopada 1939 roku, podczas patrolu na powierzchni 60 mil morskich na wschód od Szetlandów, dowodzony przez Wernera Lotta U-35 wykrył brytyjski ciężki krążownik typu County HMS „Norfolk” i przerwał ciszę radiową meldując pozycję krążownika. Meldunek Lotta został przechwycony przez odbywający swój trzeci wojenny patrol U-47, który znajdował się w tym czasie 12 mil na północny wschód od okrętu Lotta. Prien obrał kurs na przechwycenie HMS „Norfolk” i mimo niesprzyjających warunków pogodowych, dowódcy U-47 się to udało. Po zbliżeniu na odległość około kilometra wystrzelił w kierunku brytyjskiego okrętu pojedynczą torpedę z ulepszonym zapalnikiem magnetycznym. W trakcie przygotowywania drugiej torpedy, silna fala obróciła U-47, skutkiem czego Prien utracił „Norfolk” z pola widzenia w peryskopie. Jednak w 86 sekund po opuszczeniu wyrzutni przez pierwszą torpedę, na pokładzie U-Boota usłyszano odległą detonację.
Po wynurzeniu w celu obserwacji uszkodzeń brytyjskiego okrętu, Prien stwierdził, że górny pokład jest uszkodzony, wzdłuż sterburty zwisają elementy rurociągów, przewrócony jest pokładowy samolot patrolowy, a w miejscu uderzenia torpedy, poniżej prawoburtowej wyrzutni torpedowej, unosi się czarny dym. W sztormowej pogodzie krążownik oddalał się i wkrótce zniknął z pola widzenia w szkwale. U-47 usiłował przeprowadzić drugi atak, jednak próba ta została udaremniona przez niekorzystne warunki pogodowe. Günther Prien zdecydował się wobec tego przerwać ciszę radiową i nadać meldunek do dowództwa o storpedowaniu krążownika typu London i uzyskaniu jednego trafienia przy wietrze o sile 10. Po odebraniu raportu OKM uznało, że krążownik został zatopiony, a – wbrew sprzeciwowi admirała Dönitza – Berlin ogłosił publicznie, że U-Boot „zatopił ciężki krążownik typu London”, podkreślając, że sukces był dziełem „Byka ze Scapa Flow”.
Gdy informacje z berlińskiego radia dotarły do Winstona Churchilla i Pierwszego Lorda Admiralicji Dudleya Pounda, Admiralicja zażądała meldunku z „Norfolka”, ten zaś zgłosił brak jakichkolwiek uszkodzeń oraz fakt eksplozji w swoim śladzie torowym, wziętej jednak za eksplozję bomby lotniczej. W efekcie brytyjska rozgłośnia BBC zdementowała fakt zatopienia „Norfolka”, radio w Berlinie wciąż jednak stało na stanowisku, że krążownik został zatopiony, wychwalając jednocześnie skuteczność bojową kapitana Günthera Priena.
Na początku grudnia sytuacja operacyjna niemieckiej floty podwodnej znacznie się pogorszyła. Skutkiem straty okrętów, a przede wszystkim konieczności przeprowadzania niezbędnych napraw, admirał Dönitz miał do dyspozycji jedynie dwa okręty mogące przeprowadzać operacje na północnym Atlantyku – U-47 i U-48 Herberta Schultzego. Na dodatek obu okrętom kończyło się paliwo. Gdy U-47 przybył na obszar Western Approaches, zapas paliwa okrętu pozwalał na jedynie 5 dni operacji. Prien podjął jednak działania i w ciągu tego krótkiego czasu zatopił trzy jednostki – brytyjski SS „Novasota”, norweski MV „Britta”, a także holenderski MV „Tajandoen”, o łącznym tonażu 23 168 BRT. Podczas ataku na „Novasotę” U-47 został wystawiony na kontratak brytyjskich niszczycieli za pomocą bomb głębinowych. Mimo tego nowego dla załogi doświadczenia, dowódcy U-47 udało się wymanewrować brytyjskie okręty. W drodze powrotnej do Kilonii, niemiecki U-Boot zaatakował swoimi ostatnimi torpedami dwie kolejne jednostki, wystrzelone torpedy jednak chybiły lub zawiodły.

#### Kampania norweska
Podobnie jak nieco później amerykańskie okręty podwodne, także niemiecka flota podwodna nękana była problemami technicznymi spowodowanymi wadliwym działaniem torped. Dotyczyło to zarówno torped z zapalnikiem magnetycznym, jak i z konwencjonalnym zapalnikiem uderzeniowym. Te ostatnie miały tendencję do schodzenia na zbyt dużą głębokość i w efekcie często przechodziły pod celem. Problem ten narastał już przed rozpoczęciem niemieckiej kampanii norweskiej, jednak niemieckie dowództwo floty wprowadziło do konstrukcji torped modyfikacje, dzięki którym miano nadzieję, że zakończą serię zmarnowanych okazji niemieckich okrętów podwodnych. W takie zmodyfikowane torpedy typu G7a wyposażony był U-47, gdy 11 marca 1940 roku wychodził z Wilhelmshaven na swój pierwszy z dwóch patroli wiązanych ze zbliżającym się atakiem Niemiec na Norwegię.

##### Czwarty patrol
Gdy dowództwo Wehrmachtu przygotowywało się do ataku na Norwegię, kanclerz Rzeszy Adolf Hitler zdawał sobie sprawę z brytyjskiego planu okupacji tego kraju w celu uniemożliwienia zajęcia go przez Niemców. Nakazał w tym celu bombardowania lotnicze baz Royal Navy. Po otrzymaniu przechwyconych przez B-dienst informacji, że brytyjska inwazja na Norwegię jest nieuchronna i bliska, 11 marca OKM wydało Dönitzowi rozkaz natychmiastowego rozmieszczenia dziesięciu okrętów oceanicznych i dwunastu przybrzeżnych okrętów podwodnych na Morzu Północnym w celu odparcia spodziewanej inwazji. Wśród nich znalazł się także U-47 Priena, który jeszcze tego samego dnia wyszedł z portu w Wilhelmshaven wraz z U-46, U-49 i U-51 z zadaniem defensywnego patrolowania wód w pobliżu Narwiku. Gdy jednostki te płynęły w kierunku Norwegii, 16 marca 29 bombowców Ju-88 i He-111 uzbrojonych w bomby 1000-kilogramowe zaatakowało bazę w Scapa Flow. Niemieccy piloci raportowali o wielkim sukcesie tego nalotu, co nie okazało się prawdą, jednak OKM wierząc, że przynajmniej uszkodzone brytyjskie ciężkie okręty będą musiały udać się do stoczni w celu przejścia niezbędnych napraw, rozkazało Dönitzowi odwołać płynące do Norwegii okręty podwodne, skierować je w akwen na południe od Scapa Flow i utworzyć z nich „grupy ataku”, które miały przechwycić jednostki Home Fleet.
O zmroku 19 marca, płynąc w zanurzeniu na głębokości peryskopowej, U-47 wykrył trzy brytyjskie pancerniki eskortowane przez niszczyciele. Brytyjskie okręty poruszały się z najwyższą dostępną dla całego zespołu prędkością w odległości 5 mil od U-Boota, poza zasięgiem strzału torpedowego. Biorąc pod uwagę intensywne wrogie patrole lotnicze w pobliżu Orkadów, Prien nie zdecydował się na wynurzenie w celu złożenia raportu aż do zapadnięcia ciemności. Jakkolwiek U-47 nie zdołał skutecznie przechwycić żadnego brytyjskiego okrętu, w ciągu następnych 10 dni niemiecki okręt zdołał zatopić duński statek SS „Britta”, o pojemności 1146 ton. Wszystkie niemieckie okręty działały w bardzo złych warunkach pogodowych przy silnym przeciwdziałaniu na małym obszarze ze strony nieprzyjacielskiego lotnictwa i grup poszukiwawczo-uderzeniowych. Także U-47 doświadczył w tym czasie nieprzyjacielskiego bombardowania, nie odniósł jednak znaczniejszych uszkodzeń. Uznając w tych warunkach operację na Morzu Północnym za stratę czasu, Dönitz odwołał oceaniczne okręty z tej operacji do Wilhelmshaven w celu przygotowania ich do właściwej operacji norweskiej. Tam, 29 marca 1940 roku, U-47 zakończył swój patrol.

##### „Drewniana broń”
Po niemieckiej inwazji na Norwegię 9 kwietnia 1940 roku i związanych z nią niemieckich stratach wśród okrętów nawodnych, adm. Dönitz rozmieścił trzy oceaniczne okręty podwodne we fiordzie Vaags na zewnętrznych podejściach do Narwiku: U-46 Herberta Sohlera, U-51 Dietricha Knorra i U-25 Viktora Schütze. Wszystkie te U-booty próbowały atakować brytyjskie niszczyciele zmierzające do Narwiku i wycofujące się z niego po udanym ataku na niszczyciele niemieckie, jednak każda z wystrzelonych w kierunku brytyjskich jednostek elektrycznych torped z zapalnikiem magnetycznym zawiodła.
Po katastrofalnym dla Niemiec obrocie sytuacji w Norwegii, Hitler rozkazał wysłanie w ten rejon każdego dostępnego oceanicznego U-Boota. W efekcie adm. Dönitz skierował tam sześć kolejnych okrętów, po przechwyceniu zaś przez B-Dienst brytyjskich rozkazów wskazujących na rychłe lądowanie w rejonie Narwiku, cztery kolejne jednostki, w tym okręt Priena.

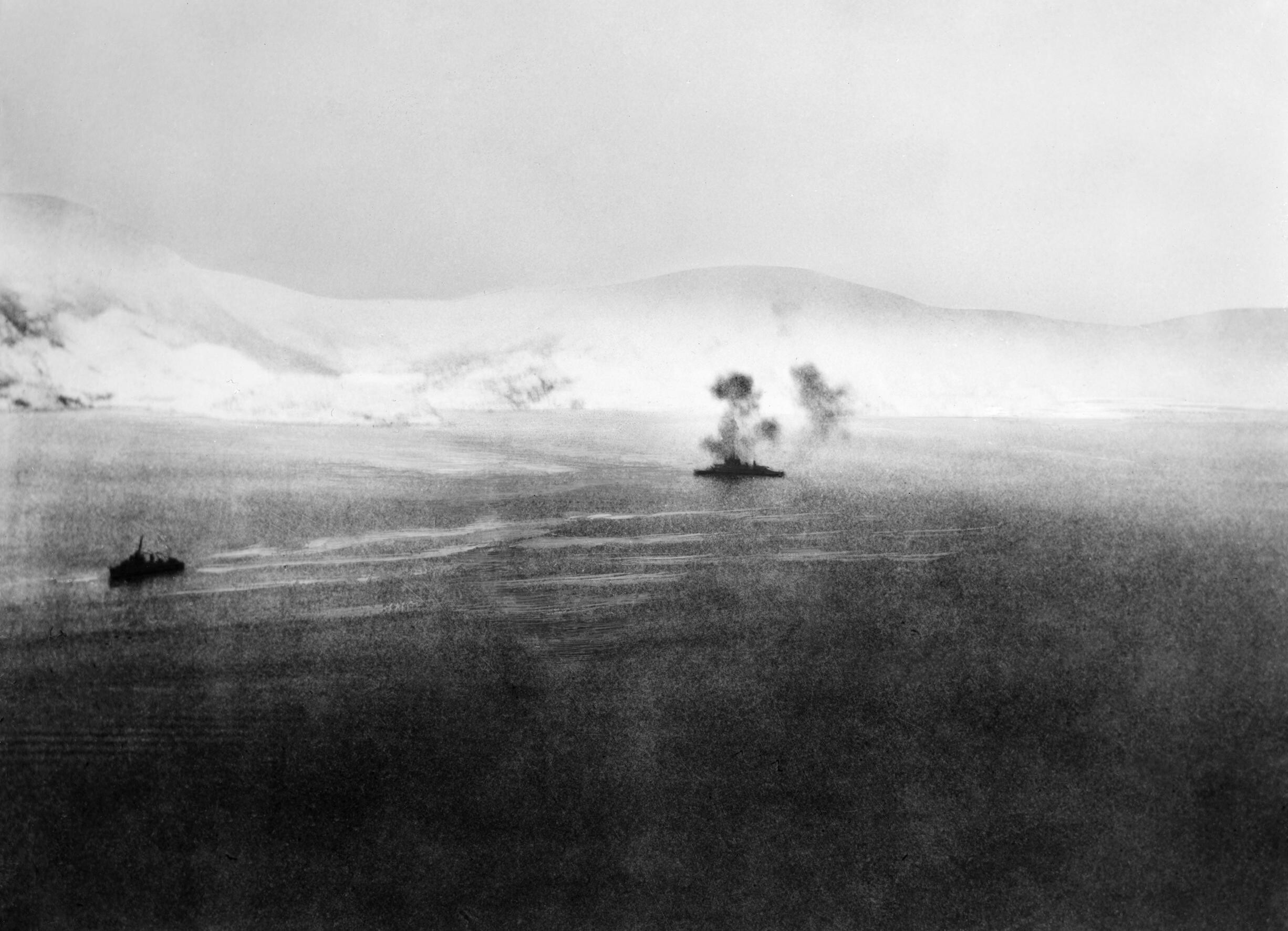
HMS „Warspite” w norweskim fiordzie, trzy dni przed atakiem U-47

15 kwietnia we fiordzie Bydgen, stanowiącym odgałęzienie fiordu Vaags, U-47 zastał stojące na kotwicy trzy brytyjskie transportowce o pojemności 30 000 BRT każdy oraz trzy kolejne, nieco mniejsze, w eskorcie dwóch krążowników. Osiem napotkanych jednostek wysadzało wojska ekspedycyjne do łodzi rybackich. Gunter Prien, który tego dnia otrzymał od Dönitza radiogram o urodzeniu mu się drugiej córki, zanotował „jeden tuż za drugim, a w kilku przypadkach zachodzący na siebie”. Wszystkie brytyjskie jednostki stanowiły doskonały nieruchomy cel. Dla „Byka ze Scapa Flow” stanowiło to wymarzoną okazję do wielokrotnego przebicia jednym uderzeniem sukcesu z brytyjskiej bazy. Łączny tonaż stojących przed nim nieruchomo bezbronnych jednostek – w tym dwóch ciężkich krążowników – wynosił co najmniej 150 000 ton. Ich zatopienie stanowiłoby ogromny cios dla brytyjskiego kontrataku w Narwiku. Wraz ze swoim pierwszym oficerem Engelbertem Endrassem, Prien dokładnie i spokojnie zaplanował atak. Opracowany plan taktyczny przewidywał atak w zanurzeniu z użyciem torped z czterech wyrzutni dziobowych – trzech z zapalnikiem magnetycznym oraz jednej z zapalnikiem uderzeniowym, następnie powtórzenie ataku z przeładowanych w czasie chaosu po pierwszym ataku wyrzutni dziobowych, po czym wynurzenie w celu szybkiej zmiany miejsca ataku na powierzchni i ponowny atak na kolejne jednostki według tego samego schematu.
Dowódca niemieckiej jednostki na głębokości peryskopowej wydał rozkaz odpalenia pierwszych torped o godzinie 22:42, do „nieruchomych nieprzyjacielskich jednostek rozciągających się przede mną jak jednolita ściana”, z których najbliższa znajdowała się w odległości zaledwie ok. 650 metrów od zanurzonego okrętu. U-47 odpalił cztery torpedy w ośmiosekundowym interwale, ustawionych na przebieg na głębokości od 3,5 do 4,5 metra. Wybór celów pierwszego ataku stanowił od lewej do prawej: krążownik, duży statek transportowy, kolejny duży transportowiec oraz krążownik, z których najdalszy znajdował się o odległości niecałych 1400 metrów. Głowica żadnej z wystrzelonych torped nie eksplodowała w celu. Wszystkie torpedy przeszły poniżej swoich celów bądź też ich zapalniki nie zadziałały. Z nieprzyjacielskich jednostek nie zauważono jednak niemieckiego ataku, co ułatwiło jego ponowienie. Prien z Endrassem osobiście sprawdzili kolejny zestaw torped i po przeładowaniu wyrzutni trzema torpedami z zapalnikiem kontaktowym i jedną z zapalnikiem magnetycznym, dowódcy okrętu dokładnie sprawdzili zestaw danych do strzelania torpedowego. Tuż po północy U-47 wynurzył się i przeprowadził atak na powierzchni na ten sam zestaw celów. Ponownie jednak żaden z pocisków nie eksplodował w celu. Zamiast tego jedna z torped eksplodowała po uderzeniu w pobliski klif. Prien był przekonany, że eksplozja na brzegu zaalarmowała Brytyjczyków, którzy wkrótce przeprowadzą kontratak. Postanowił wobec tego wycofać się na powierzchni przeprowadzając jednak atak za pomocą torpedy z jedynej wyrzutni rufowej. Plan ten nie powiódł się jednak, gdyż zmierzając z pełną prędkością w stronę fiordu Vaags, U-47 wpadł na łachę piasku w zasięgu dział brytyjskich krążowników. Na domiar złego, z powodu pracy przy wysokiej mocy podczas prób awaryjnego wyrwania się z pułapki, uległ awarii prawy silnik Diesla, co zmusiło mechaników okrętowych do przełączenia napędu wału na silnik elektryczny. Okrętowi udało się jednak wyrwać z łachy i, po osiągnięciu głębszych wód, bezpiecznie zanurzyć się. Jeszcze tej samej nocy Prien wysłał meldunek radiowy dowódcy floty podwodnej, raportując o przeprowadzonym ataku, wadliwym działaniu torped oraz awarii silnika, która nie mogła być usunięta w morzu i zmuszała Priena do przerwania patrolu.
Po otrzymaniu raportu z U-47, admirał Dönitz był zdruzgotany. Brak sukcesu przy strzelaniu nawet do nieruchomych i bezbronnych jednostek, oznaczał, że zarówno zapalniki kontaktowe, jak i magnetyczne niemieckich torped całkowicie nie nadawały się do użytku, a to stawiało pod znakiem zapytania użyteczność całej floty podwodnej Kriegsmarine. Stwierdził, że z punktu widzenia zamiarów i zadań, niemieckie U-Booty nie miały właściwie jakiejkolwiek broni. W alarmującym meldunku do dowódcy floty, admirała Readera, podkreślił, że niemieckie torpedy nie działają całkowicie na północnych szerokościach geograficznych, a zbyt często na południowych, wobec czego zbrodnią jest wysyłanie U-Bootów na patrole bojowe i konieczne jest podjęcie awaryjnych środków w celu rozwiązania problemu torped. Admirał Raeder zgodził się z oceną swojego podwładnego i zwołał komitet techniczny floty w celu przeegzaminowania nawet najmniejszych detali konstrukcji niemieckich torped. W efekcie jednak, łamiąc rozkaz Hitlera walki aż do śmierci pod Narwikiem, Dönitz odwołał swoje okręty z fiordów Vest, Ofot i Vaags. Dostał w tym zakresie wsparcie również od admirała Raedera.
W międzyczasie, trzy dni po nieudanym ataku we fiordzie Bydgen, będąc już na pełnym morzu na północ od Trondheim, U-47 napotkał pancernik HMS „Warspite” płynący w eskorcie dwóch niszczycieli. Po zbliżeniu się do brytyjskiego zespołu na odległość 830 metrów, kpt. Prien odpalił w stronę okrętu liniowego dwie torpedy. Obydwa pociski z zapalnikami magnetycznymi minęły swój cel i eksplodowały po osiągnięciu maksymalnego zasięgu, co wywołało kontratak brytyjskich niszczycieli. U-47 udało się go jednak przetrwać i kontynuować rejs powrotny do Niemiec. 19 kwietnia natknął się jednak na brytyjski konwój złożony z 10 transportowców i licznych niszczycieli. Po całkowitej utracie jednak wiary w skuteczność torped przez załogę U-47, Prien nie podjął próby ataku, mimo że okręt miał jeszcze cztery torpedy. Mimo awarii jednego z silników spalinowych, Prien zdecydował się śledzić konwój, wskazując jednocześnie jego kurs, prędkość i pozycję innym okrętom floty. Dzięki przechwyceniu sygnału z U-47, swoje ataki na konwój przeprowadziły U-25, U-38 i U-65. Żadna z wystrzelonych przez nie torped nie eksplodowała w celu. 21 kwietnia 1940 roku, U-26 kapitana Scheringera udanie storpedował i zatopił brytyjski frachtowiec „Cedarbank” o wyporności 5200 ton, zmierzający do fiordu Romsdals z zaopatrzeniem dla wojsk alianckich. Ostatecznie „Cedarbank” okazał się jedyną aliancką jednostką zatopioną przez 13 oceanicznych U-Bootów, w poza tym bezowocnej dla nich kampanii norweskiej. Według wydanych po wojnie wspomnień admirała Dönitza, po powrocie z piątego patrolu do Kilonii 26 kwietnia 1940 roku, Günther Prien miał powiedzieć: „Niech już nikt nigdy nie śmie zaproponować mi walki drewnianą bronią”.

#### Szósty patrol
3 czerwca 1940 roku U-47 wyszedł z Kilonii na swój szósty wojenny patrol, z rozkazem zwalczania sił brytyjskich wycofujących się z Norwegii. 6 czerwca podczas patrolowania w pobliżu Orkadów, U-47 podjął z wody trzech zestrzelonych pilotów Luftwaffe. Krótko potem, U-47 wraz z ośmioma innymi okrętami został skierowany na obszar Westen Approaches słabo bronionego z powodu braku odpowiednich sił. Na tym obszarze U-47 zatopił siedem jednostek o łącznym tonażu 36 000 ton: SS „Balmoral Wood”, SS „San Fernando”, SS „Cathrine”, SS „Lenda”, SS „Leticia”, SS „Empire Toucan” i SS „Georgios Kyriakides”.
Pierwsza z nich, która odłączyła się od konwoju HX-48, została zaatakowana pojedynczą torpedą 14 czerwca i zatonęła na pozycji 50°19N/10°28W. 21 czerwca kapitan Prien zaatakował konwój HX-49, w tym duży tankowiec „San Fernando”, który zatonął na pozycji 50°20N/10°24W. U-47 podjął następnie próbę ataku na kolejny tankowiec oraz frachtowiec – o pojemności 7000 ton każdy, jednak wystrzelone w ich kierunku torpedy chybiły. Trzy dni później niemiecki okręt napotkał SS „Cathrine” pod banderą Panamy, lecz wystrzelone w jej kierunku dwie torpedy nie zdołały zatopić jednostki. Po umożliwieniu więc załodze zajęcia miejsc w łodziach ratunkowych, kapitan Prien nie zdecydował się na poświęcenie trzeciej torpedy, lecz zatopił statek ogniem artyleryjskim z pokładowego działa 88 mm. 27 czerwca za pomocą torpedy i działa U-47 zaatakował norweski frachtowiec „Lenda”, a jeszcze tego samego dnia, ogniem artyleryjskim zniszczył holenderski SS „Leticia”. Dzień później zaatakował niezidentyfikowany parowiec, jednak wystrzelona z dużej odległości torpeda chybiła. 29 czerwca 1940 roku, U-47 ostrzelał ogniem artyleryjskim brytyjski parowiec SS „Empire Toucan” o pojemności 4127 ton, wobec jednak faktu, iż nie udało się zatopić w ten sposób dużego statku, Günther Prien zadał frachtowcowi coup de grâce zatapiając go pojedynczą torpedą. Po wykonaniu tego ataku, na pokładzie okrętu pozostała tylko jedna torpeda, toteż U-47 udał się w drogę powrotną do Kilonii.

##### „Arandora Star”
Załoga U-47 uważała, że jedyna znajdująca się pod pokładem torpeda jest niesprawna. Członkowie załogi wiedzieli już też o sukcesie ich byłego I oficera Engelberta Endrassa, który sprawując samodzielne dowództwo na U-46 zatopił wrogie statki o łącznym tonażu 50 000 ton. Ze zdwojonym więc wysiłkiem załoga usiłowała naprawić torpedę, w nadziei pobicia rekordu Endrassa. Okrążając od północy Irlandię i zbliżając się do Kanału Północnego, o świcie 2 lipca U-47 wykrył zarekwirowany brytyjski liniowiec SS „Arandora Star” linii Blue Star o pojemności 15 000 ton, zmierzający z Liverpoolu do Kanady. W miarę zbliżania się zygzakującego transatlantyku do niemieckiego U-Boota, Prien ujrzał przez peryskop działa na dziobie i rufie statku, toteż zdecydował się zaatakować statek jedyną posiadaną i prawdopodobnie wciąż jeszcze niesprawną torpedą. Wystrzelona z odległości jednej mili torpeda trafiła statek bezpośrednio w śródokręcie, jednak z powodu szybkiego rozjaśniania się, dowódca niemieckiego okrętu nie obserwował finału trafionego statku.
Czego nie był tymczasem świadomy Günther Prien, „Arandora Star” wypełniona była przewożonymi do St. John’s w Kanadzie internowanymi Niemcami i Włochami, oraz pochodzącymi z tych krajów jeńcami wojennymi. Wśród nich znajdowało się 565 Niemców – w tym 86 jeńców, oraz 479 cywilnych osób internowanych, uznanych za zagrożenie dla bezpieczeństwa narodowego. Drugą grupę pasażerów statku stanowili internowani cywilni Włosi – 734 osób. Ogółem, wraz z żołnierzami sprawującymi straż nad Niemcami i Włochami, oraz z załogą jednostki, na pokładzie statku znajdowały się 1673 osoby. Okręt nie był oznakowany znakiem Czerwonego Krzyża, ani też Admiralicja brytyjska nie zgłosiła żądania droit de passage. Śmiertelnie ugodzona torpedą „Arandora Star” zatonęła po około godzinie, pociągając za sobą 826 osób, głównie Niemców i Włochów. Gdy 6 lipca 1940 roku U-47 dotarł do Kilonii, admirał Dönitz uznał mu zatopienie 8 jednostek, łącznie 68 585 ton – wynik dużo lepszy niż jakiegokolwiek innego okrętu dotychczas podczas pojedynczego patrolu. Po wojnie wynik ten został jednak zredukowany do 51 483 ton.

#### Siódmy patrol
Z dniem 17 sierpnia 1940 roku, Adolf Hitler autoryzował prowadzenie przez niemieckie U-Booty nieograniczonej wojny podwodnej, do 20 stopnia długości geograficznej zachodniej. W tym samym czasie, szczyt swojej efektywności osiągnął niemiecki wywiad radiowy B-Dienst, dostarczając Dönitzowi niezwykle cennych informacji o trasach konwojów i miejscach ich spotkań z eskortą. 27 sierpnia 1940 roku port w Kilonii opuścił U-47 udając się na swój kolejny, siódmy już wojenny patrol. 2 września, niemal dokładnie w połowie odległości między Irlandią i Islandią napotkał belgijski frachtowiec SS „Ville de Mons”, płynący z Nowego Jorku bez eskorty i intensywnie dymiący. Po trafieniu statku pojedynczą torpedą, załoga jednostki opuściła do wody trzy łodzie ratunkowe, jednak statek nie tonął. Dowódca U-47 zdecydował się wobec tego na wynurzenie w celu zatopienia go ogniem artyleryjskim, na powierzchni zmienił jednak zdanie i ostatecznie zniszczył jednostkę kolejną torpedą.

##### Konwój SC-2
Tego samego dnia B-Dienst przekazało Dönitzowi informację o powolnym konwoju SC-2 w Sydney w kanadyjskiej Nowej Szkocji na wyspie Cape Breton, składającym się z 53 statków. Dzięki tej informacji, dowódca U-bootwaffe nakazał Prienowi przechwycenie konwoju 6 września w okolicach 20 stopnia długości zachodniej, zanim ten połączy się ze swoją eskortą. Admirał chciał skierować do ataku na ten konwój także znajdujące się w pobliżu U-65, U-101, U-124 i U-28, jednak decyzją Berlina U-124 musiał zostać skierowany do raportowania o stanie pogody na rzecz Luftwaffe, zaś U-28 nie mógł osiągnąć miejsca przechwycenia konwoju z powodu niewystarczającego już zapasu paliwa. W rezultacie, pułapkę na konwój SC-2 musiały zastawić jedynie trzy okręty.
Niespodziewanie, w drodze do miejsca przechwycenia konwoju SC-2, U-47 trafił na inny konwój Outbound 207. Prien zaatakował dwa statki pozbywając się swoich torped. Pierwszym z nich był brytyjski frachtowiec „Titan” o ładowności 9000 ton, który zatopił, drugim zaś niezidentyfikowany statek o pojemności 4000 ton, którego uszkodzenie zgłosił dowódca U-47. O świcie 4 września U-47, U-65 i U-101 uformowały biegnącą z południa na zachód linię wzdłuż 20° długości zachodniej. Dzień później z pokładu U-47 został zmyty członek załogi, który poniósł śmierć w morzu. 6 września dowódca U-65 zaraportował kontakt z konwojem SC-2. Z powodu jednak bardzo złej pogody, U-65 nie mógł przeprowadzić ataku, toteż śledził konwój raportując jego pozycję dla pozostałych jednostek. W tym czasie jednak U-101 zgłosił poważny problem silnika, co zmusiło go do przerwania operacji i udania się do Lorient. W efekcie atak na duży konwój, który w międzyczasie spotkał się ze swoimi okrętami eskorty (2 niszczyciele i 3 trawlery), przeprowadzić miały jedynie dwa U-Booty. Wieczorem tego samego dnia, U-47 uzyskał kontakt z konwojem i śledził go, po czym Prien zaatakował na powierzchni i zatopił 3 z 53 statków – brytyjskie frachtowce „Neptunian” (5 200 ton) i „Jose de Larrinaga” (5 300 ton) oraz frachtowiec norweski „Gro” (4 211 ton). Zła pogoda uniemożliwiła jednak atak dowodzonemu przez Hansa-Gerrita von Stockhausena U-65. W miarę posuwania się konwoju na wschód w kierunku Kanału Północnego na Wyspach Brytyjskich, Prien śledził konwój i przekazywał jego pozycję, zaś 9 września rano w pobliżu Hebrydów zatopił swój czwarty okręt tego konwoju – grecki frachtowiec „Poseidon” o ładowności 3800 ton. Sygnał radiowy z U-47 przechwycił U-28, któremu udało się znaleźć i zatopić frachtowiec „Mardianian” (2 400 ton). Wkrótce jednak trzon konwoju, liczący już 48 statków i siedem okrętów eskorty, bezpiecznie osiągnął Kanał Północny bez dalszych strat.
Tymczasem U-47, który w ciągu 14 dni patrolu zatopił 6 statków i – jak sądził Prien – uszkodził 1, miał jedynie jedną torpedę w zapasie, za to wciąż duży zapas paliwa. Dowódca podwodnego ramienia Kriegsmarine rozkazał mu wobec tego płynąć na zachód na 20 stopień i zastąpić U-124 w zadaniach rozpoznawczych pogody. 10 września Berlin ogłosił sukces U-47, który zatopić miał 6 jednostek o łącznej pojemności 40 000 ton, jedną zaś uszkodzić.

##### Konwój Halifax 72
Wciąż pozostając na pozycji pomiaru warunków pogodowych z zaledwie jedną torpedą pod pokładem, 20 września U-47 został niemal staranowany przez szybki konwój HX-72 złożony 40 statków. Po złożeniu dowódcy floty podwodnej meldunku o niespodziewanym wpadnięciu na konwój, Gunter Prien opuścił swoje stanowisko pomiaru pogody i śledził brytyjski zespół statków. Po otrzymaniu alarmu z U-47, admirał Dönitz skierował na pozycję wskazaną przez Priena pięć innych okrętów z nowej bazy w Lorient, które spotkały „Byka ze Scapa Flow” 21 września i utworzyły wilcze stado złożone z sześciu jednostek – największe jakie kiedykolwiek dotąd udało się zebrać do ataku na jeden konwój. Niemiecka grupa przystąpiła do ataku, i – jak wynikało z meldunków U-Bootów oraz B-Dienst – w ciągu następnych 26 godzin zatopiła 13 statków. Dzięki powojennej weryfikacji ustalono, że niemieckie meldunki nie odbiegały znacząco od rzeczywistości – zatopionych zostało 11 statków o łącznej pojemności 72 700 ton, dwie zaś jednostki o łącznej ładowności 13 000 ton zostały uszkodzone. Jednym z zatopionych statków był brytyjski SS „Elmbank”, który został zaatakowany i uszkodzony przez Otto Kretschmera na U-99, po czym U-47 wystrzelił w jego kierunku swoją ostatnią torpedę. Jedyny pocisk w arsenale Priena zdefektował jednak i minął się z celem. W rezultacie U-47 wynurzył się i wraz z okrętem Kretschmera zatopił „Elmbank” przy pomocy dział.
Podczas gdy sześć okrętów stada zmierzało z powrotem do Lorient, Dönitz uznał U-47 zatopienie podczas patrolu 43 130 ton, co zwiększyło jego łączny zatopiony dotąd tonaż do 151 400 ton w 24 zatopionych jednostkach. 21 września 1940 roku U-47 po raz pierwszy wpłynął do bazy niemieckich U-Bootów na zachodnim wybrzeżu nowo zdobytej Francji.

#### „Noc Długich Noży”
Przez cały październik 1940 roku na północnym Atlantyku trwała wielka bitwa konwojowa, w którą zaangażowane były wszystkie dostępne operacyjne okręty podwodne III Rzeszy. Jednymi z epizodów tej bitwy były walki wokół wykrytego 16 października wolnego konwoju SC-7, a następnie szybkiego konwoju HX-79. Trwająca zaledwie dwa dni bitwa – 18 i 20 października – stanowiła najkrwawsze starcie z konwojem podczas całej wojny o Atlantyk. W walce z SC-7, według admirała Dőnitza, uczestniczyło 6 U-Bootów, które zatopiły 30 jednostek o łącznej pojemności 196 000 ton. Wobec natężenia bitwy konwojowej, aby wzmocnić siły niemieckie, 14 października 1940 roku z bazy w Lorient wyszedł U-47. Trzy dni później okręt Priena dotarł na pole bitwy z SC-7 na północny zachód od Irlandii, było już jednak zbyt późno, aby mógł wziąć w niej udział. Jednak kilka godzin później U-47 wykrył nadciągający z zachodu wielki konwój Halifax 79 z silną eskortą. Günther Prien wysłał do BdU standardowy meldunek o pozycji, prędkości oraz kursie konwoju, po czym rozpoczął jego śledzenie. W odpowiedzi Dönitz skierował cztery okręty w rejon wskazany przez U-47: U-38, U-46 byłego 1. oficera z załogi Priena, U-48 i U-100 Joachima Schepkego. Nocą z 19 na 20 października 5 niemieckich U-Bootów rozdarło formację konwoju, strzelając we wszystkich kierunkach, często trafiając statki już wcześniej storpedowane. Agresywnością w tym ataku wyróżnił się Günther Prien, który z pełnym ładunkiem torped świeżo przybył na pole bitwy z Lorient. Wkrótce też U-47 zgłosił zatopienie 8 jednostek, łącznie 50 500 ton. Bazując na błyskawicznych meldunkach z okrętów, Dönitz ocenił, że pozostałe okręty zatopiły kolejne 9 jednostek, co w sumie dawało 17 zatopionych statków o łącznej pojemności 113 000 ton. Niezwykle jednak trudno w tym wypadku było ustalić, który okręt zatopił którą jednostkę. Poniższa tabela przedstawia zestawienie strat alianckich podczas tej bitwy, w ujęciu zarówno Dönitza, jak i Rohwera:
|       |              | Dönitz | Dönitz  | Rohwer | Rohwer |
| ----- | ------------ | ------ | ------- | ------ | ------ |
| U-38  | (Liebe)      | 2      | 13 000  | 2      | 12 619 |
| U-46  | (Endrass)    | 3      | 23 000  | 2⅛     | 16 987 |
| U-47  | (Prien)      | 8      | 50 500  | 4      | 22 552 |
| U-48  | (Bleichrodt) | 1      | 7000    | ⅛      | 3011   |
| U-100 | (Schepke)    | 3      | 19 600  | 2      | 19 894 |
| Razem | Razem        | 17     | 113 100 | 12     | 75 063 |

Oficjalnie U-47 przyznano zatopienie czterech jednostek: „Uganda” – zatopiony jedną torpedą, „Wandby” – ciężko uszkodzony zatonął dwa dni później, „La Estancia” – zatopiony torpedą i „Whitford Point” – zatopiony torpedą, oraz uszkodzenie dwóch: „Shirak” – ciężko uszkodzony, pozostał za konwojem, dobity przez U-48, a także „Athelmonarch”. Bilans dwudniowej bitwy z dwoma konwojami był imponujący. Według Dönitza zatopiono 47 jednostek o łącznej pojemności 310 000 ton. Nawet jeśli rzeczywiste straty aliantów były mniejsze, i tak 9 okrętów zaangażowanych w tę bitwę zatopiło w sumie 33 statki o łącznej potwierdzonej pojemności 154 709 ton, w tym pięć wielkich, w pełni załadowanych tankowców. Przeprowadzona w sprzyjających warunkach dwudniowa bitwa z konwojami SC-7 i HX-97 była przykładem najbardziej efektywnego wykorzystania niemieckiej taktyki wilczych stad i uzyskała miano „Nocy Długich Noży”.
Po zaledwie ośmiu dniach w morzu, U-47 wraz z innymi jednostkami popłynął do bazy w Lorient, która w tym czasie była już portem macierzystym 7. Flotylli U-Bootów „Wegener”.

#### Dziewiąty patrol
W związku z listopadowym rajdem ciężkiego krążownika typu Deutschland „Admiral Scheer”, na północnym Atlantyku zamarł ruch konwojowy. Niemiecki okręt liniowy niepostrzeżenie przedarł się przez cieśninę Duńską i zaatakował konwój HX-84. Niemiecki krążownik zatopił jedyny okręt eskorty, krążownik pomocniczy HMS „Jervis Bay”, a następnie pięć statków konwoju. W rezultacie tego rajdu Admiralicja zatrzymała trzy konwoje z Halifaksu, co na dwa tygodnie opustoszyło północny Atlantyk. Podobnie jak rok wcześniej – w listopadzie 1939 roku – rajd pancerników „Scharnhorst” i „Gneisenau” wpłynął na efektywność U-Bootów, tak i tym razem rajd niemieckiego „pancernika kieszonkowego” utrudnił podwodnemu ramieniu Kriegsmarine znalezienie celów na opustoszałym Atlantyku. 3 listopada tego roku na swój dziewiąty patrol wojenny wyszedł U-47 pod dowództwem Priena, goszcząc pod swoim pokładem Wolfganga Franka – dziennikarza i fotografa, którego zadaniem było przygotowanie reportażu z pokładu U-Boota na patrolu bojowym. Wkrótce kapitan Prien zatrzymał mały portugalski statek „Gonçalo Velho” i po sprawdzeniu dokumentów zezwolił neutralnej jednostce na dalszy rejs. Przez następne 10 dni U-47 nie był jednak w stanie odnaleźć na morzu jakiejkolwiek jednostki. Nieświadomy, że rajd „Admirala Scheera” wstrzymał ruch konwojowy na Atlantyku, Prien przypuszczał, iż Admiralicja brytyjska odsunęła trasy konwojów od Rockall Bank. Gdy 18 listopada konwoje zostały wznowione, U-137 wykrył konwój Outbound 244, a admirał Dönitz naprowadzał nań swoje jednostki podwodne. Wkrótce też U-47 odnalazł konwój, jednak z 5 wystrzelonych torped trzy chybiły, jedna nie opuściła wyrzutni torpedowej i utknęła w niej z pracującym na wysokich obrotach silnikiem, kolejna zaś zdefektowała. Kolejne dni ponownie nie przyniosły żadnych sukcesów. Ostatecznie z końcem miesiąca U-47 – któremu zaczynał kurczyć się zapas paliwa – wziął kurs na Lorient. Wkrótce jednak U-101 pod dowództwem Ernsta Mengersena odnalazł konwój HX-90 i śledził go, wstrzymując atak dopóki (zgodnie z zasadami taktyki wilczych stad) nie nadciągną inne okręty. Wkrótce złamał jednak reguły i nie czekając w pojedynkę wszedł w środek konwoju i wystrzelił wszystkie swoje 12 torped. U-47 zaatakował jako drugi, wczesnym ranem 2 grudnia. Po tym ataku zgłosił zatopienie jednego statku o pojemności 10 000 ton oraz uszkodzenie kolejnego, tankowca o pojemności 8400 ton. Podjął następnie próbę ataku z działa na niezidentyfikowany statek, został jednak przepędzony przez okręty eskorty. Ostatecznie 6 grudnia 1940 roku U-47 powrócił po nieudanym patrolu do Lorient, gdzie na załogę czekały dwie dobre wiadomości. Dowództwo postanowiło poddać U-47 remontowi w bazie Lorient, cała zaś załoga została nagrodzona przedłużonym urlopem aż po Boże Narodzenie.

#### Ostatni patrol
20 lutego 1941 roku U-47 pod dowództwem Priena wyszedł z bazy w Lorient, aby rozpocząć nową „ofensywę wiosenną” i wraz z U-99 Otto Kretschmera patrolował w pobliżu wysepki Rockall Bank na północny zachód od Irlandii. 6 marca admirał Dönitz uformował złożoną z pięciu okrętów linię patrolu na zachód od Rockall Bank. Wkrótce po przybyciu okrętów na miejsce blokady U-47 zgłosił wykrycie zmierzającego na zachód konwoju, po czym podążał jego śladem aktualizując informacje o nim drogą radiową. W odpowiedzi Karl Dönitz rozkazał zmienić pozycję U-37 typu IX dowodzonemu przez Nicolaia Clausena, U-70 typu VIIC Joachima Matza oraz U-99 Kretschmera, aby pokryć rejon wskazywany przez Priena. Śledzony przez U-47 konwój Outbound 293 eskortowany był przez dwa niszczyciele HMS „Wolverine” oraz „Verity” oraz dwie korwety „Arbutus” i „Camellia”.
O godzinie 6 wieczorem doszło do spotkania w morzu Kretschmera z Prienem, podczas którego obaj dowódcy za pomocą megafonów omawiali plan wspólnego ataku na konwój. W trakcie tego spotkania, obydwa okręty zostały wykryte przez prymitywny jeszcze ówcześnie radar 286M na maszcie „Wolverine”. Patrolując przed konwojem, „Wolverine” i „Verity” zaskoczyły U-47 i U-99, które zostały zmuszone do awaryjnego zanurzenia. Niszczyciele wykryły jednak pod wodą okręt Priena i obrzuciły go serią bomb głębinowych. Kretschmer, który zanurzył swój okręt głębiej – zdołał uniknąć ataku. Obydwu okrętom udało się jednak wynurzyć późną nocą. Nad ranem Prien zameldował swoją pozycję dowództwu floty, po czym wykonał atak torpedowy na największy statek konwoju – 20640-tonowy norweski statek wielorybniczy „Terje Viken” przerobiony na zbiornikowiec. U-47 trafił go dwiema torpedami, lecz ów płynął pod balastem, toteż był trudny do zatopienia i, mimo uszkodzeń, płynął dalej. Atak na niego wykonał wkrótce także U-70, lecz trzy wystrzelone przez Matza torpedy chybiły, a gdy U-70 przygotowywał się do ataku czwartą torpedą, statek został trafiony jedną torpedą wystrzeloną przez U-99 Kretschmera.
Dalsze losy dowodzonego przez Günthera Priena U-47 nie są znane. Przez lata dominowała teoria, że U-47 śledził konwój przez cały następny dzień przygotowując się do ataku nocą, po czym został ponownie wykryty przez radar jednego z niszczycieli. „Verity” ogniem z dział zmusił okręt podwodny do zanurzenia alarmowego. U-boot przetrwał następnie pięciogodzinny atak z użyciem asdicu, po czym z nieznanych przyczyn wynurzył się w niedalekiej odległości od „Wolverine”, którego dowódca (i dowódca całego konwoju) James Rowland podjął decyzję o natychmiastowym taranowaniu. HMS „Wolverine” przepłynął nad miejscem wzburzonej wciąż jeszcze po zanurzeniu U-Boota wody i obrzucił je nastawionymi na niewielką głębokość bombami. Gdy „Wolverine” wykonał zwrot aby wykonać powtórny atak, na powierzchni wody zauważono plamę oleju, zaś operator hydrofonów zameldował głośne dźwięki przypominające „pękanie garnków”. Chwilę później z wody wynurzył się U-47, po czym zniknął natychmiast w głębinach, jakby pozbawiony kontroli. Brytyjski niszczyciel przepłynął ponownie nad tym miejscem, zrzucając kolejny zestaw bomb, po którym w wodzie zaobserwowano czerwono-pomarańczowy blask, który utrzymywał się około 10 sekund. Krótko potem na powierzchni pojawiły się szczątki okrętu.
Przedstawione wydarzenia mogły stanowić przebieg zatopienia U-47, jednak ta wersja nie jest podzielana przez wszystkich autorów. Według Claya Blaira, jakkolwiek nie można wykluczyć, że zatopionym okrętem była jednostka Priena, brak jest jednoznacznych dowodów na to, a zaatakowanym okrętem mógł być także U-A, któremu mimo wszystko udało się przetrwać atak. Według Blaira, jest mało prawdopodobne, aby po wcześniejszych pięciu atakach na jednostki nieprzyjacielskie, Prien miał jeszcze w rękach wystarczająco dużo torped, aby uzasadniało to śledzenie konwoju przez cały dzień i podejmowanie ponownych prób ataków. Tymczasem dowodzący U-A kapitänleutnant Hans Eckermann meldował Dönitzowi o „niezwykle brutalnym ataku” brytyjskich niszczycieli po tym, jak nieopatrznie wynurzył się blisko brytyjskich jednostek po ataku na Dunaff Head, i poniesionych ciężkich uszkodzeniach okrętu, które zmusiły go do przerwania patrolu i powrotu do Lorient. Wersja zatopienia U-47 przez HMS „Wolverine” była przez dziesięciolecia dominującą wersją wydarzeń, dziś jednak występują co do tego wątpliwości, brak jest natomiast innych wyjaśnień zaginięcia najsłynniejszego niemieckiego okrętu podwodnego drugiej wojny światowej.
Po zatopieniu U-70 Metza, od ocalałych członków załogi brytyjska Admiralicja uzyskała wiadomość, że wśród okrętów stada znajdował się U-47. Z innych źródeł zaś powzięła wiadomość, iż okręt Priena nigdy nie wrócił do bazy w Lorient. Biorąc pod uwagę świadectwo dowódcy „Wolverine” brytyjskie dowództwo doszło do wniosku, że istnieją poszlaki wystarczające do uznania, iż okręt Rowlanda prawdopodobnie zatopił U-47 i najsłynniejszego asa niemieckich U-Bootów. Według Blaira jednak jest prawdopodobne, że U-47 zginął 7 marca 1941 roku w wyniku innego ataku bombami głębinowymi, zatopiony zdefektowaną krążącą torpedą, przez błąd załogi lub katastrofalne odkształcenie struktury kadłuba. Jego zdaniem równie prawdopodobne jest, że Prien zginął w drodze powrotnej do Lorient z uszkodzonym radiem, z powodu wejścia na minę, czy też przez błąd załogi. W każdym przypadku, utrata U-47 i U-70 była pierwszym potwierdzonym zatopieniem U-Boota od zatopienia U-31 2 listopada poprzedniego roku.

### Echa w Niemczech

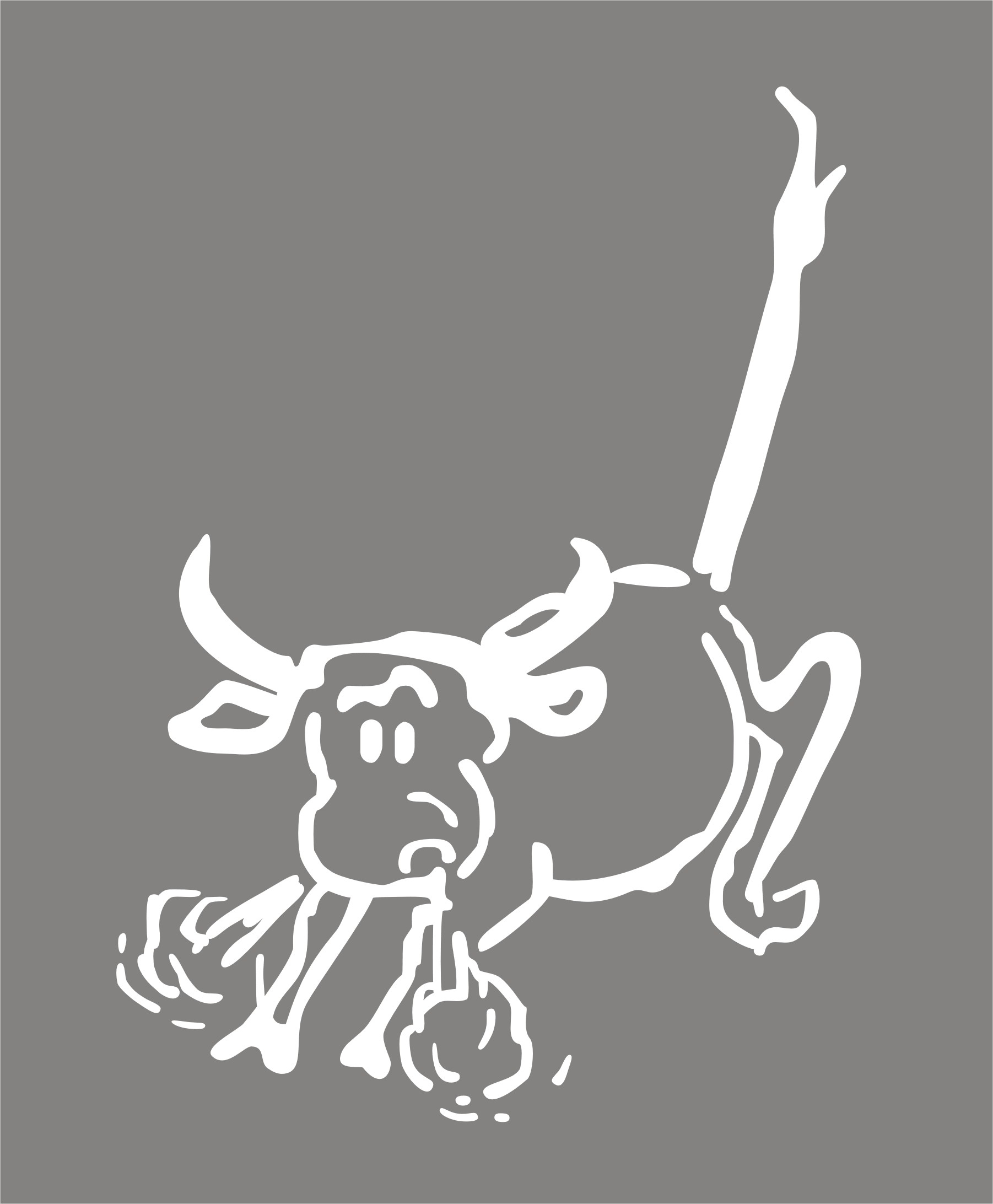
Prychający byk, emblemat U-47, a następnie 7. Flotylli U-Bootów

Admirał Dönitz był w wielkim niepokoju, gdy U-47 i U-70 nie odpowiadały na radiowe wezwania do podania swojej pozycji. Nie dopuszczał jednak do siebie myśli, że oba okręty mogły zostać zatopione, zwłaszcza „niewidzialny” Prien. Wkrótce po zaginięciu U-47 zatopione zostały U-99 Kretschmera i U-100 Schepkego. Od ich załóg brytyjski wywiad dowiedział się o zaginięciu okrętu Priena. Brytyjska Admiralicja nie podawała jednak tego do publicznej wiadomości, podobnie jak Berlin. Wkrótce jednak Winston Churchill ogłosił w Izbie Gmin, że jeden niemiecki as – Otto Kretschmer został wzięty do niewoli, a drugi – Joachim Schepke – został zabity. Wywołało to uderzający efekt w Niemczech, Hitler jednak wstrzymywał informację o śmierci Priena i utracie U-47 aż do 23 maja 1941 roku, z uwagi na fakt, iż wiadomość o śmierci największego z bohaterów floty podwodnej mogła mieć „szkodliwy wpływ na morale publiczne”. Okręt i jego dowódca – „Byk ze Scapa Flow” – byli w Rzeszy bohaterami. Günther Prien, heros, który na ochotnika spenetrował Scapa Flow, pierwszy dowódca U-Boota odznaczony Krzyżem Rycerskim i to osobiście przez Führera. Na dodatek tych trzech najznakomitszych dowódców utracono w ciągu zaledwie kilku dni. Gdy informacja o śmierci Priena została w końcu ujawniona, wywołała w Niemczech prawdziwy szok, porównywalny jedynie z tym, jakiego nieco później doświadczyły społeczeństwa brytyjskie i amerykańskie po utracie swoich najznakomitszych dowódców: odpowiednio Malcolma Wanklyna na „Upholderze” i Musha Mortona na USS „Wahoo”.
Mimo że informacja o utracie U-47 została przekazana społeczeństwu dopiero 10 tygodni po zaginięciu okrętu, w Kriegsmarine oczywiście zdawano sobie sprawę z tego faktu już o wiele wcześniej. Zwłaszcza w 7. Flotylli U-Bootów „Wegener”, której częścią był U-47, wiedziano że „Byk ze Scapa Flow” nie powrócił z patrolu. Podobnie jak dla społeczeństwa niemieckiego, utrata okrętu Priena stanowiła wstrząs dla flotylli. W celu oddania mu hołdu, jeszcze przed oficjalnym ogłoszeniem informacji o stracie okrętu, we flotylli wydano pisemny rozkaz, zgodnie z którym każdy okręt 7. Flotylli miał mieć umieszczony na kiosku wizerunek prychającego byka (analogiczny do namalowanego 14 października 1939 roku w drodze powrotnej ze Scapa Flow przez Engelberta Endrassa na kiosku U-47).
Dowodzony przez Guntera Priena U-47 wykonał łącznie 10 patroli wojennych, zakończonych potwierdzonym zatopieniem 32 jednostek o łącznym tonażu 202 514 ton, licząc łącznie z pancernikiem „Royal Oak” i zbiornikowcem „Terje Viken”, który został mu zaliczony w połowie. Ten rezultat pozwolił Prienowi na zajęcie trzeciej lokaty wśród wszystkich dowódców okrętów podwodnych pod względem wielkości zatopionego tonażu. Licząc wyłącznie samodzielne potwierdzone straty zadane przeciwnikom, dowodzony przez Priena okręt zatopił łącznie 191 919 ton oraz uszkodził jednostki o łącznej pojemności 62 751 ton. Zestawienie strat przedstawia załączona tabela:
| Data                                                      | Jednostka                                                 | Państwo                                                   | Tonaż                                                     | Zatopienie                                                | Tonaż łącznie |
| --------------------------------------------------------- | --------------------------------------------------------- | --------------------------------------------------------- | --------------------------------------------------------- | --------------------------------------------------------- | ------------- |
| Pierwszy patrol (19 sierpnia 1939 – 15 września 1939)     | Pierwszy patrol (19 sierpnia 1939 – 15 września 1939)     | Pierwszy patrol (19 sierpnia 1939 – 15 września 1939)     | Pierwszy patrol (19 sierpnia 1939 – 15 września 1939)     | Pierwszy patrol (19 sierpnia 1939 – 15 września 1939)     | 8 270         |
| 5 września 1939                                           | SS „Bosnia”                                               | Wielka Brytania                                           | 2407                                                      | T                                                         |               |
| 6 września 1939                                           | SS „Rio Claro”                                            | Wielka Brytania                                           | 4086                                                      | T                                                         |               |
| 7 września 1939                                           | SS „Gartavon”                                             | Wielka Brytania                                           | 1777                                                      | T                                                         |               |
| Drugi patrol (8 października 1939 – 17 października 1939) | Drugi patrol (8 października 1939 – 17 października 1939) | Drugi patrol (8 października 1939 – 17 października 1939) | Drugi patrol (8 października 1939 – 17 października 1939) | Drugi patrol (8 października 1939 – 17 października 1939) | 29 150        |
| 14 października 1939                                      | HMS „Royal Oak”                                           | Royal Navy                                                | 29 150                                                    | T                                                         |               |
| Trzeci patrol (16 listopada 1939 – 18 grudnia 1939)       | Trzeci patrol (16 listopada 1939 – 18 grudnia 1939)       | Trzeci patrol (16 listopada 1939 – 18 grudnia 1939)       | Trzeci patrol (16 listopada 1939 – 18 grudnia 1939)       | Trzeci patrol (16 listopada 1939 – 18 grudnia 1939)       | 23 168        |
| 28 listopada 1939                                         | HMS „Norfolk”                                             | Royal Navy                                                | 10 035                                                    | N                                                         |               |
| 5 grudnia 1939                                            | SS „Novasota”                                             | Wielka Brytania                                           | 8795                                                      | T                                                         |               |
| 6 grudnia 1939                                            | MV „Britta”                                               | Norwegia                                                  | 6214                                                      | T                                                         |               |
| 7 grudnia 1939                                            | MV „Tajandoen”                                            | Holandia                                                  | 8159                                                      | T                                                         |               |
| Czwarty patrol (11 marca 1939 – 29 marca 1939)            | Czwarty patrol (11 marca 1939 – 29 marca 1939)            | Czwarty patrol (11 marca 1939 – 29 marca 1939)            | Czwarty patrol (11 marca 1939 – 29 marca 1939)            | Czwarty patrol (11 marca 1939 – 29 marca 1939)            | 1 146         |
| 25 marca 1940                                             | SS „Britta”                                               | Dania                                                     | 1146                                                      | T                                                         |               |
| Piąty patrol (3 kwietnia 1940 – 26 kwietnia 1940)         |                                                           |                                                           |                                                           |                                                           |               |
| Operacja norweska                                         |                                                           |                                                           |                                                           |                                                           |               |
| Szósty patrol (3 czerwca 1940 – 6 lipca 1940)             | Szósty patrol (3 czerwca 1940 – 6 lipca 1940)             | Szósty patrol (3 czerwca 1940 – 6 lipca 1940)             | Szósty patrol (3 czerwca 1940 – 6 lipca 1940)             | Szósty patrol (3 czerwca 1940 – 6 lipca 1940)             | 51 483        |
| 14 czerwca 1940                                           | SS „Balmoralwood”                                         | Wielka Brytania                                           | 5834                                                      | T                                                         |               |
| 21 czerwca 1940                                           | SS „San Fernando”                                         | Wielka Brytania                                           | 13 056                                                    | T                                                         |               |
| 24 czerwca 1940                                           | SS „Cathrine”                                             | Panama                                                    | 1885                                                      | T                                                         |               |
| 27 czerwca 1940                                           | SS „Lenda”                                                | Norwegia                                                  | 4005                                                      | T                                                         |               |
| 27 czerwca 1940                                           | SS „Leticia”                                              | Holandia                                                  | 2580                                                      | T                                                         |               |
| 29 czerwca 1940                                           | SS „Empire Toucan”                                        | Wielka Brytania                                           | 4421                                                      | T                                                         |               |
| 30 czerwca 1940                                           | SS „Georgios Kyriakides”                                  | Grecja                                                    | 4201                                                      | T                                                         |               |
| 2 lipca 1940                                              | SS „Arandora Star”                                        | Wielka Brytania                                           | 15 501                                                    | T                                                         |               |
| Siódmy patrol (27 sierpnia 1940 – 25 września 1940)       | Siódmy patrol (27 sierpnia 1940 – 25 września 1940)       | Siódmy patrol (27 sierpnia 1940 – 25 września 1940)       | Siódmy patrol (27 sierpnia 1940 – 25 września 1940)       | Siódmy patrol (27 sierpnia 1940 – 25 września 1940)       | 35 007        |
| 2 września 1940                                           | SS „Ville de Mons”                                        | Belgia                                                    | 7463                                                      | T                                                         |               |
| 4 września 1940                                           | SS „Titan”                                                | Wielka Brytania                                           | 9035                                                      | T                                                         |               |
| 7 września 1940                                           | SS „Neptunian”                                            | Wielka Brytania                                           | 5155                                                      | T                                                         |               |
| 7 września 1940                                           | SS „José de Larrinaga”                                    | Wielka Brytania                                           | 5303                                                      | T                                                         |               |
| 7 września 1940                                           | SS „Gro”                                                  | Norwegia                                                  | 4211                                                      | T                                                         |               |
| 9 września 1940                                           | SS „Possidon”                                             | Grecja                                                    | 3840                                                      | T                                                         |               |
| 21 września 1940                                          | SS „Elmbank”                                              | Wielka Brytania                                           | 5156                                                      | N                                                         |               |
| Ósmy patrol (14 października 1940 – 23 października 1940) | Ósmy patrol (14 października 1940 – 23 października 1940) | Ósmy patrol (14 października 1940 – 23 października 1940) | Ósmy patrol (14 października 1940 – 23 października 1940) | Ósmy patrol (14 października 1940 – 23 października 1940) | 20 124        |
| 19 października 1940                                      | SM „Uganda”                                               | Wielka Brytania                                           | 4966                                                      | T                                                         |               |
| 19 października 1940                                      | MV „Shirak”                                               | Belgia                                                    | 6023                                                      | N                                                         |               |
| 19 października 1940                                      | SS „Wandby”                                               | Wielka Brytania                                           | 4947                                                      | T                                                         |               |
| 20 października 1940                                      | SS „La Estancia”                                          | Wielka Brytania                                           | 5185                                                      | T                                                         |               |
| 20 października 1940                                      | SS „Whitford Point”                                       | Wielka Brytania                                           | 5026                                                      | T                                                         |               |
| 20 października 1940                                      | MV „Athelmonarch”                                         | Wielka Brytania                                           | 8995                                                      | N                                                         |               |
| Dziewiąty patrol (3 listopada 1940 – 6 grudnia 1940)      | Dziewiąty patrol (3 listopada 1940 – 6 grudnia 1940)      | Dziewiąty patrol (3 listopada 1940 – 6 grudnia 1940)      | Dziewiąty patrol (3 listopada 1940 – 6 grudnia 1940)      | Dziewiąty patrol (3 listopada 1940 – 6 grudnia 1940)      | 7 555         |
| 8 listopada 1940                                          | MV „Gonçalo Velho”                                        | Portugalia                                                | 8995                                                      | N                                                         |               |
| 2 grudnia 1940                                            | SS „Ville d’Arlon”                                        | Belgia                                                    | 7555                                                      | T                                                         |               |
| 2 grudnia 1940                                            | MV „Conch”                                                | Wielka Brytania                                           | 8376                                                      | N                                                         |               |
| 2 grudnia 1940                                            | MV „Dunsley”                                              | Wielka Brytania                                           | 8376                                                      | N                                                         |               |
| Dziesiąty patrol (20 lutego 1941 – zatopiony)             | Dziesiąty patrol (20 lutego 1941 – zatopiony)             | Dziesiąty patrol (20 lutego 1941 – zatopiony)             | Dziesiąty patrol (20 lutego 1941 – zatopiony)             | Dziesiąty patrol (20 lutego 1941 – zatopiony)             | 16 320        |
| 26 lutego 1941                                            | SS „Kasongo”                                              | Belgia                                                    | 5254                                                      | T                                                         |               |
| 26 lutego 1941                                            | MV „Diala”                                                | Wielka Brytania                                           | 8106                                                      | N                                                         |               |
| 26 lutego 1941                                            | MV „Rydboholm”                                            | Szwecja                                                   | 3197                                                      | T                                                         |               |
| 26 lutego 1941                                            | MV „Borgland”                                             | Norwegia                                                  | 3636                                                      | T                                                         |               |
| 28 lutego 1941                                            | SS „Holmlea”                                              | Wielka Brytania                                           | 4233                                                      | T                                                         |               |
| 7 marca 1941                                              | MV „Terje Viken”                                          | Wielka Brytania                                           | 20 638                                                    | 1/2                                                       |               |